# Encarnação (freguesia de Lisboa)
Encarnação é uma parte da cidade e antiga freguesia portuguesa do município de Lisboa, com 0,19 km² de área e 2 252 habitantes (2011). Densidade: 11 852,6 hab/km².
Como consequência de uma reorganização administrativa, oficializada a 8 de novembro de 2012 e que entrou em vigor após as eleições autárquicas de 2013, foi determinada a extinção da freguesia, passando o seu território integralmente para a nova freguesia da Misericórdia.

## População
★ No censo de 1864 pertencia ao Bairro Alto. Novos limites fixados pelo decreto-lei nº 42.142 de 07/02/1959

(Nota: o censo de 1868 refere 18.830 hb., o que pressupõe tratar-se de um erro tipográfico)	
| Nº de habitantes | Nº de habitantes | Nº de habitantes | Nº de habitantes | Nº de habitantes | Nº de habitantes | Nº de habitantes | Nº de habitantes | Nº de habitantes | Nº de habitantes | Nº de habitantes | Nº de habitantes | Nº de habitantes | Nº de habitantes | Nº de habitantes | Nº de habitantes |
| ---------------- | ---------------- | ---------------- | ---------------- | ---------------- | ---------------- | ---------------- | ---------------- | ---------------- | ---------------- | ---------------- | ---------------- | ---------------- | ---------------- | ---------------- | ---------------- |
| 1864             | 1878             | 1890             | 1900             | 1911             | 1920             | 1930             | 1940             | 1950             | 1960             | 1970             | 1981             | 1991             | 2001             | 2011             |                  |
| 7766             | 8830             | 9139             | 9969             | 9839             | 10680            | 9081             | 11388            | 10981            | 9558             | 6619             | 6628             | 3072             | 3182             | 2252             |                  |
|                  | +14%             | +3%              | +9%              | -1%              | +9%              | -15%             | +25%             | -4%              | -13%             | -31%             | +0%              | -54%             | +4%              | -29%             |                  |

|     | 0-14 anos  | 15-24 anos | 25-64 anos   | 65 e + anos |
| Hab | 312 \| 223 | 395 \| 205 | 1626 \| 1245 | 849 \| 579  |
| Var | -29%       | -48%       | -23%         | -32%        |

## Património
- Edifício onde se encontra instalada a sociedade "Morais, Simões, Ldª", Oficina Leitão & Irmão
- Restaurante Tavares ou Salão de Chá Tavares ou Restaurante Tavares Rico e Restaurante Tavares Pobre
- Bairro Alto
- Palácio Ludovice
- Palácio do Barão de Quintela e Conde de Farrobo
- Palácio Rebelo Palhares
- Farmácia Andrade (Sala de Atendimento e Sala de Pesagens e Preparações)

## Arruamentos
A freguesia da Encarnação continha 46 arruamentos. Eram eles:
| - Calçada da Glória - Calçada do Duque - Calçada do Ferragial - Largo do Barão de Quintela - Largo do Calhariz - Largo do Chiado - Largo Trindade Coelho - Praça Luís de Camões - Rua António Maria Cardoso - Rua da Atalaia - Rua da Barroca - Rua da Emenda - Rua da Horta Sêca - Rua da Misericórdia - Rua da Rosa | - Rua das Chagas - Rua das Flores - Rua das Gáveas - Rua das Salgadeiras - Rua das Taipas - Rua de São Pedro de Alcântara - Rua do Alecrim - Rua do Ataíde - Rua do Diário de Notícias - Rua do Ferragial - Rua do Grémio Lusitano - Rua do Loreto - Rua do Norte - Rua do Teixeira - Rua do Trombeta | - Rua Dom Pedro V - Rua dos Duques de Bragança - Rua dos Mouros - Rua Luísa Todi - Rua Vítor Cordon - Travessa da Água-da-Flor - Travessa da Boa-Hora ao Bairro Alto - Travessa da Cara - Travessa da Espera - Travessa da Queimada - Travessa das Mercês - Travessa de Guilherme Cossoul - Travessa de São Pedro - Travessa do Poço da Cidade - Travessa dos Fiéis de Deus - Travessa dos Inglesinhos |

Existe ainda um arruamento reconhecido pela Câmara, mas não gerido directamente por esta:
- Pátio Pimenta (Rua do Ataíde, 13)